# Covercraft
Covercraft est le huitième épisode de la vingt-sixième saison de la série télévisée Les Simpson et le 560e épisode de la série. Il est sorti en première sur le réseau Fox le 23 novembre 2014.

## Synopsis
Un matin alors que Moe sort ses poubelles, King Toot le voisin d'à côté jette ses ordures dans la benne de Moe, une bagarre éclate et King Toot Music Store est fermé, Lisa et Homer ne pouvant plus y aller vont dans d'autres boutiques de musique et Homer découvrira un don pour la basse et créera le groupe "Covercraft".

## Réception
Lors de sa première diffusion l'épisode a attiré 3,49 millions de téléspectateurs.